# Nigger Fucker
Nigger Fucker är en countrysång av David Allan Coe från dennes skiva Underground Album (1982). Den berättas i första person utifrån perspektivet av en man vars fru lämnat honom och barnen för en svart man. 
Låten betraktas av vissa som grovt rasistisk och av andra som satir över rasism. Coe tillbakavisar anklagelserna om rasism.